# Hieronymiella caletensis
Hieronymiella caletensis är en amaryllisväxtart som beskrevs av Pierfelice Ravenna. Hieronymiella caletensis ingår i släktet Hieronymiella och familjen amaryllisväxter. Inga underarter finns listade i Catalogue of Life.